# 에리스 (왜행성)

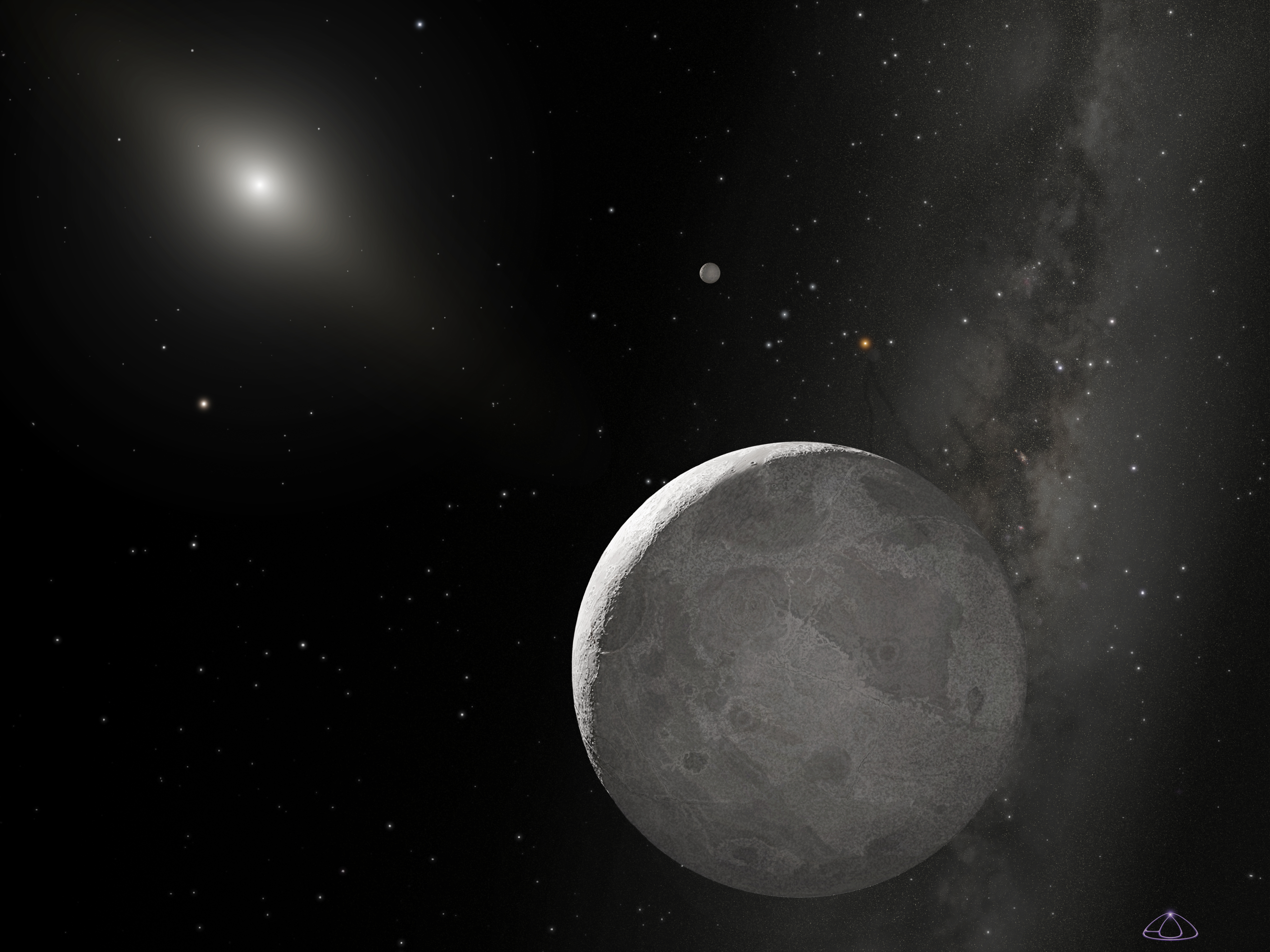
에리스와 디스노미아의 상상도

에리스(Eris, 임시 명칭 2003 UB313)는 산란 분포대에서 발견된 왜행성으로 캘리포니아주 팔로마 천문대의 천문학자 마이클 E. 브라운이 발견하였다. 상징은 ‘’이다. 2006년 발견 당시에 허블 우주 망원경의 관측 결과를 토대로 추산한 지름은 약 2400km로 명왕성보다 약 25% 더 큰 것으로 추정되었으나, 최근에는 에리스의 지름이 2327km로 밝혀져 해당 추측이 번복되었다.
에리스의 크기가 밝혀지자 태양계의 열 번째 행성으로 인정해야 한다는 주장도 나왔다. 그러나 비슷한 크기의 천체가 계속 발견되면서 국제천문연맹은 행성의 정의를 보다 엄밀하게 할 필요성을 느꼈고, 2006년 8월 24일 통과된 새 정의에 의해 에리스는 명왕성 등과 함께 "왜행성"으로 분류되었다.
태양에서 에리스까지의 거리를 a×10n 형식으로 표현하면(km 기준) 102×108 km 정도 된다.

## 발견

왼쪽 가운데 위치가 움직이는 천체가 에리스이다.

에리스는 2005년 1월 5일, 마이클 E. 브라운, 채드 트루질로, 데이비드 라비노위츠로 이뤄진 팀이 2003년 10월 23일 촬영된 사진에서 발견했다. 발견 사실은 2005년 7월 29일, 다른 해왕성 바깥 천체인 136108 하우메아, 마케마케와 함께 발표되었다. 이 연구 팀은 이미 여러 대형 천체인 50000 콰오아, 90482 오르쿠스, 90377 세드나 등을 발견하기도 했다.
팔로마 천문대의 48인치 사무엘 오스친(Samuel Oschin) 반사 망원경의 일상 관측 업무가 연구팀에 할당되었다. 느린 이동 속도로 인해 사진 속 천체는 바로 발견되지 않았다. 연구팀은 자동 화상 검색 소프트웨어를 사용, 시간당 1.5 각초보다 느리게 움직이는 천체를 제거하여 오인식 가능성을 줄였다. 1.75 arcsec/hr의 느린 속도로 움직이는 90377 세드나가 발견되자, 연구팀은 예전 자료를 다시 뒤져 각운동 속도가 느린 천체를 다시 점검하였다. 2005년 1월 재검사에서 에리스의 느린 운동이 발견되었다.
2005년 10월, 위성 디스노미아의 존재가 밝혀졌다. 과학자들은 이를 이용하여 에리스의 질량을 알아내려 하고 있다.

## 이름

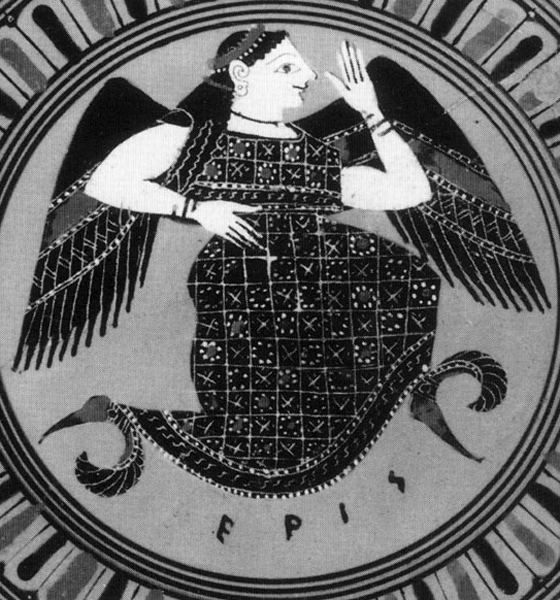
에리스 (기원전 520년 경)

에리스는 그리스 신화의 분쟁과 불화의 여신인 에리스(그리스어: Ἔρις)의 이름을 땄다. 에리스란 이름이 2006년 9월 13일 공식 결정되기까지 오랜 기간 2003 UB313라는 임시 이름이 쓰였다. 공식 이름 결정이 오래 걸린 것은 에리스가 행성의 이름을 가질 것인지 소행성이나 다른 왜행성의 이름을 가질 것인지가 우선 정해졌어야 하기 때문이다 2006년 8월 24일 국제 천문 연맹이 행성의 정의를 바꾸면서 에리스를 왜행성으로 지정하면서 곧 공식 이름도 주어졌다 이 이름에는 에리스의 정체에 대한 천문학 공동체 사이에 벌어진 분쟁을 얼마간 반영하고 있다.
이전까지 언론 등에서는 다음 비공식 이름으로 언급되기도 했다.
- "릴라"(Lila) - 발견을 발표했던 웹 페이지의 URL 중에 포함되었던 "planetlila"에서 생긴 오해로, 마이클 E. 브라운이 당시 얻은 딸 릴라(Lilah)에서 왔다.
- "제나"(Xena) - 연구팀 내에서 사용되던 비공식 이름으로 인기 TV 시리즈였던 《여전사 제나》에서 왔다.

이 이름들은 국제 천문 연맹에 제안되지는 않았다. 브라운은 페르세포네(이미 소행성 399 페르세포네에 쓰였다)를 주장하기도 하였으나, 결국 에리스란 이름을 제안하였으며 2006년 9월 13일 공식 채택되었다.

## 같이 보기
- 인근의 다른 천체를 일소
- 행성
- 중행성